# Krupp-Hafen Rheinhausen
Der Hafen Rheinhausen ist der ehemalige Werkshafen des Krupp-Hüttenwerkes in Duisburg-Rheinhausen. Er liegt am Niederrhein bei Flusskilometer 773,6 links.

## Geschichte

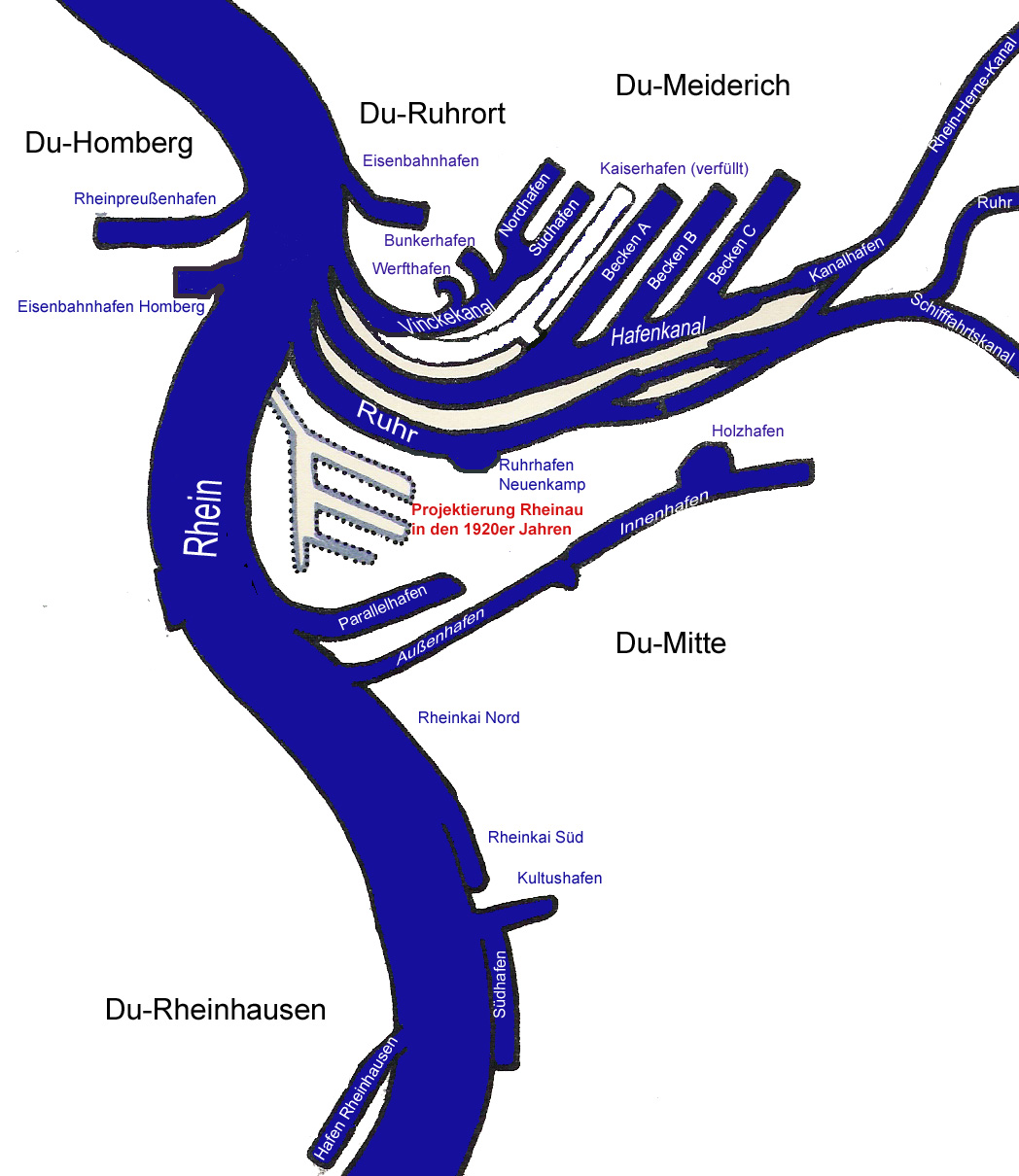
Übersicht der Duisburger Häfen, Krupp-Hafen unten links

Der Aufbau des Krupp-Hüttenwerkes in Duisburg-Rheinhausen begann mit einem Konzessionsgesuch der Fa. Krupp zur Errichtung einer Hafenanlage am 29. Juni 1865 bei der preußischen Rheinstrombauverwaltung in Koblenz. Nach anfänglichen Bedenken wurde sie durch den preußischen Minister der öffentlichen Arbeiten am 14. Februar 1896 im Erlasswege erteilt.
Der Hafenausbau geschah in mehreren Abschnitten. 1896/97 wurde ein 400 Meter langer Hafenkanal und ein 375 Meter langes Hafenbecken auf dem Gebiet der Bürgermeisterei Friemersheim in der damaligen Gemeinde Bliersheim errichtet. Die Anlage wurde 1902/03 um 156 Meter, 1912/13 um weitere 78 Meter und 1925/26 nochmals um weitere 116 Meter verlängert. Der Hafen diente dabei ausschließlich den Transportzwecken des Hüttenwerkes.
Mitte der 1950er Jahre betrug die Kailänge auf der westlichen Hochofenseite 765 Meter, der östliche Speditionskai betrug rund 300 Meter. Die nutzbare Wasserfläche betrug bei einer Sohlenbreite von 60 Meter 80.000 m². Die Lagerfläche für Erze (oft verschifft über den Rotterdamer Hafen) umfasste eine Kapazität von 0,75 Millionen Tonnen, außerdem konnten 10.000 Tonnen Koks gelagert werden.

## Hafenbetrieb
Ankommende Schiffe wurden von werkseigenen Hafenschleppern und Schubbooten zu den Verladeanlagen auf der Hochofenseite bugsiert, sie entluden Erze unmittelbar vor den Hochöfen. Hierzu dienten als Verladeanlagen fünf bewegliche Entladebrücken mit aufstehendem Greiferkran von je 15 Tonnen Tragfähigkeit und eine feststehende Entladebrücke mit fahrbarem Greiferkran von 10 Tonnen Tragfähigkeit.
Ausgehende Schiffe wurden am östlichen Ufer, dem Speditionsufer, mit Walzmaterial beladen. An diesem Kai bestand in den 1950er Jahren ein Ensemble von vier fahrbaren elektrischen Drehkränen von je 10 Tonnen Tragfähigkeit.
Am Ende des Hafenbeckens befand sich außerdem eine von der Firma Fried. Krupp Maschinen- und Stahlbau Rheinhausen (später Krupp Industrietechnik GmbH) betriebene Verladeanlage, bestehend aus einem Verladerrick von 75 Tonnen Tragkraft sowie einem Turmdrehkran mit einer Tragkraft zwischen 2 und 6 Tonnen (je nach Ausladung zwischen 30 und 15 Metern).

## Umschlag
Der Gesamtumschlag stieg von 880.000 t im Jahre 1905/06 auf 2.000.000 t im Jahre 1913/14 und auf 2.481.00 t im Jahre 1927/28, erreichte 1938/39 einen Höchststand von 3.714.000 t und lag Mitte der 50er Jahre bei 2.435.000 t.
In den 1950er Jahren betrug die Tageskapazität des Hafens 10.000 Tonnen. Im Jahr 1978 betrug der Gesamtumschlag 5.504 Mio. Tonnen. Sie verteilten sich auf 4,378 Mio. Tonnen Erze, 219.000 Tonnen Stahl und 766.000 Tonnen Schlacke.

## Werksstilllegung, heutige Nutzung
Mit der Werksstilllegung 1993 verlor der Hafen zunächst seine Funktion. Zuletzt wurden abgebaute Werksbestandteile über den Hafen verschifft.
Auf dem Gelände des ehemaligen Kruppstahlwerkes entstand seit 1998 mit rund 4.000 Arbeitsplätzen ein Zentrum für Logistikunternehmen unter dem Namen Logport I, das zur Duisburger Hafen AG gehört. Das Hafenbecken wird nun hauptsächlich von Containerschiffen angefahren, insbesondere von Fahrzeugtransporten mit Neuwagen, die auf dem ehemaligen Kruppgelände abgestellt werden und von hier aus weiter verschifft oder über die Bahn oder LKW weiter transportiert werden.
Im Herbst 2002 wurde in Duisburg-Rheinhausen als logistisches Herzstück das DIT Duisburg Intermodal Terminal eröffnet (120.000 m², Investitionssumme 30 Mio. €), das als Schnittstelle zwischen den Verkehrsträgern Schiff, Bahn und Lkw fungiert und als Hinterland-Hub (Verteilzentrum) für die großen Nordseehäfen Rotterdam und Antwerpen dient.

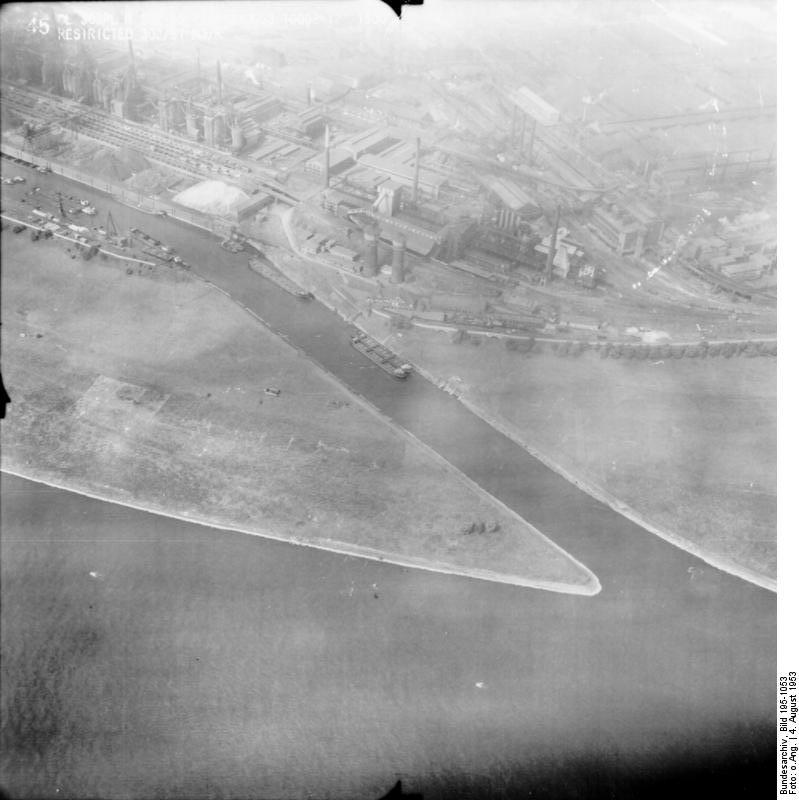
Luftaufnahme der Hafeneinfahrt 1953
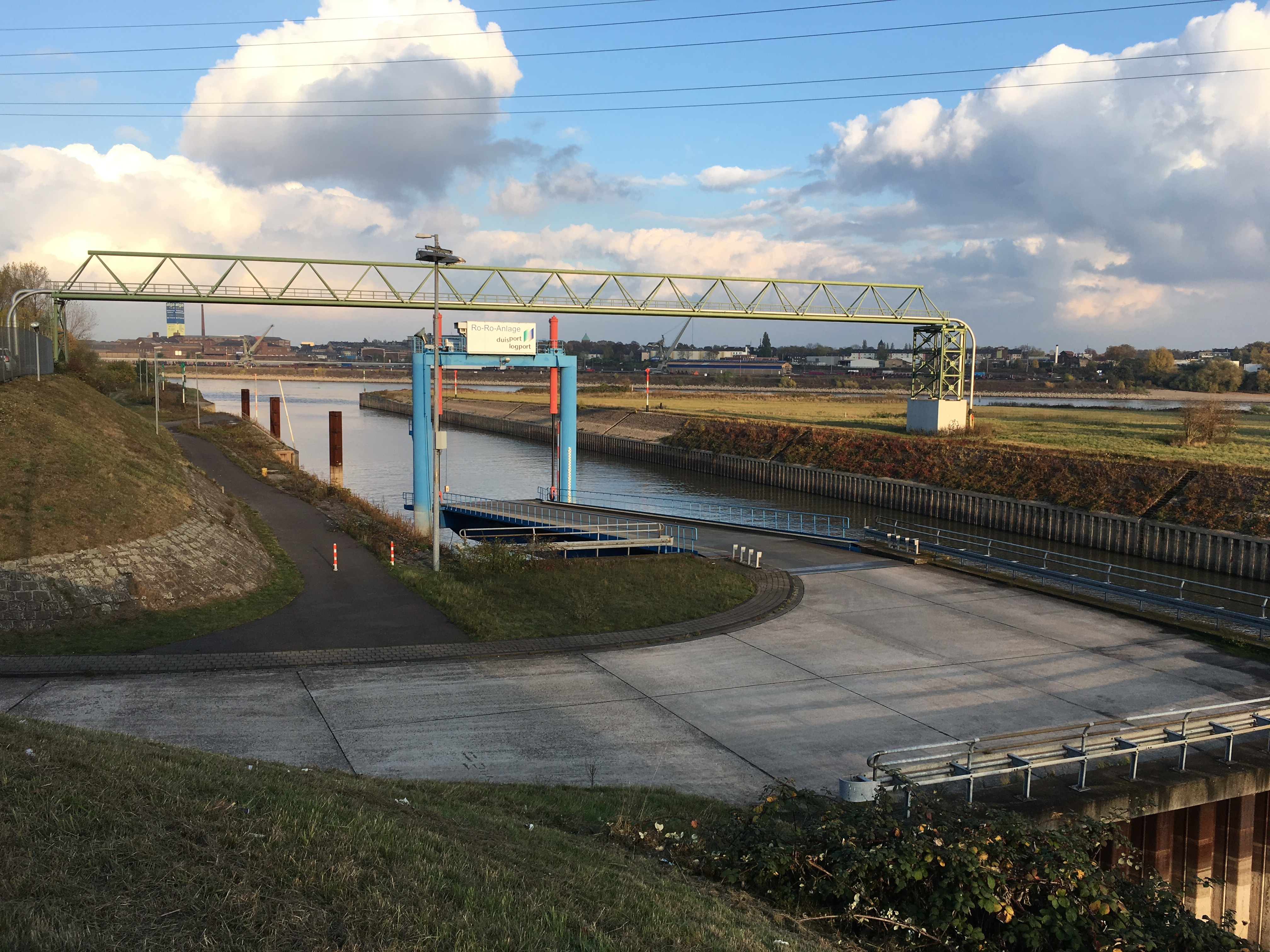
Hafenausfahrt zum Rhein, November 2016
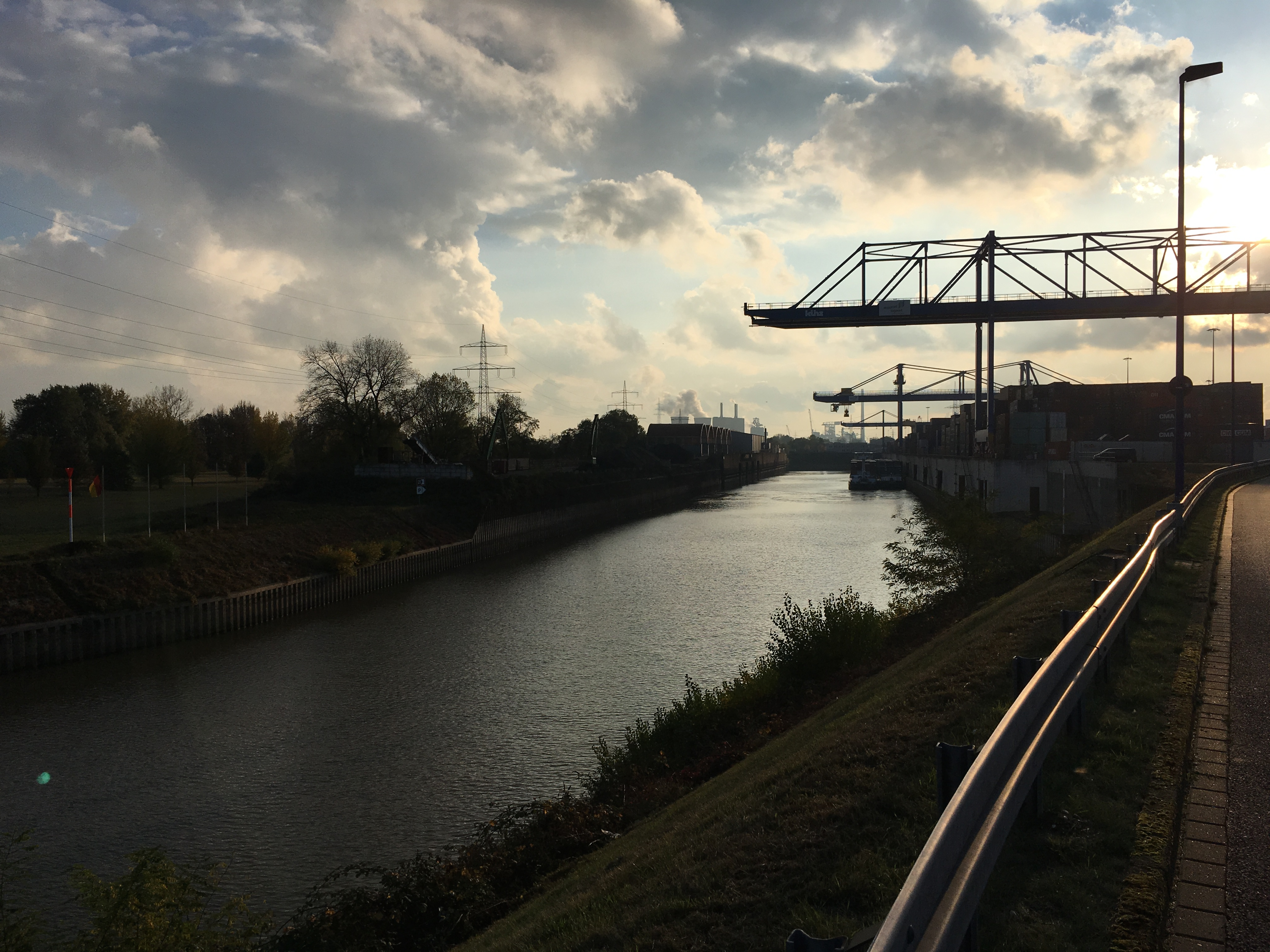
Hafenbecken im November 2016